# Masakra w Gikondo
Masakra w Gikondo – masowe morderstwo (ludobójstwo) około 110 osób, w tym dzieci, należących do plemienia Tutsi, które schroniły się w polskiej misji pallotyńskiej w parafii Gikondo w Kigali, dokonana 9 kwietnia 1994 roku przez bojówki Interahamwe pod politycznym i logistycznym nadzorem gwardii prezydenckiej wojsk Hutu. Masakra ta była pierwszym odkrytym przez siły pokojowe UNAMIR aktem ludobójstwa podczas wydarzeń w Rwandzie w 1994 roku.

## Przebieg wydarzeń
Ludobójstwo w Rwandzie rozpoczęło się 6 kwietnia 1994 roku po tym, jak samolot wiozący rwandyjskiego prezydenta Juvénal Habyarimana oraz Cyprien Ntaryamira, prezydenta Burundi, został zestrzelony w Kigali, co stanowiło sygnał do rozpoczęcia zaplanowanych wcześniej działań. Bojówki Interahamwe i Impuzamugambi rozpoczęły systematyczne poszukiwanie osób pochodzenia Tutsi. Odnalezieni Tutsi byli mordowani. Przerażeni ludzie mieszkający w okolicach Gikondo uciekali do kościoła parafii pallotyńskiej, w nadziei uzyskania schronienia i przeczekania zamieszek.
Rankiem 9 kwietnia do kościoła weszło dwóch żołnierzy Gwardii Prezydenckiej i dwóch żandarmów. Rozpoczęli sprawdzanie dowodów osobistych zgromadzonej w kościele ludności, a następnie nakazali kilku osobom pochodzenia Hutu opuszczenie kościoła. Jeden z księży protestował twierdząc, że zgromadzeni w kościele ludzie to chrześcijańscy wierni i członkowie wspólnoty pallotyńskiej, ale został poinformowany przez żandarmów, że „kościół jest schronieniem dla inkotanyi”. Następnie w kościele pojawił się oficer Gwardii Prezydenckiej, który powiedział żołnierzom, aby nie marnowali kul, ponieważ wkrótce pojawią się Interahamwe z maczetami.
Wkrótce później do kościoła wkroczyło około 100 bojówkarzy milicji Interahamwe, którzy grożąc księżom zaczęli mordowanie osób przebywających w kościele przy użyciu maczet i pałek, tnąc ramiona, nogi i twarze przerażonych ludzi, którzy usiłowali ukryć swoje dzieci pod ławkami. Część ludzi wyciągnięto siłą z kościoła i zakatowano na przedkościelnym placu. Karty identyfikacyjne mordowanych palono.
W misji przebywali wówczas nieuzbrojeni obserwatorzy ONZ, Polacy mjr Jerzy Mączka i mjr Ryszard Chudy, nadzorujący w ramach misji pokojowej UNAMIR realizowanie zawartych 4 sierpnia 1993 r. postanowień pokojowych Porozumień z Aruszy. Po rozpoczęciu ataku na kościół, mjr Mączka, znajdujący się w przykościelnym ogrodzie, rozpoczął próby nawiązywania kontaktu z kwaterą główną UNAMIR w Kigali, celem skierowania do miejsca tragicznych wydarzeń żołnierzy z belgijskiego lub bangladeskiego batalionu operacyjnego. Jednak początkowo wszystkie kanały łączności były zablokowane wołaniami o pomoc. Po pewnym czasie mjr Mączka przekazał jednak meldunek o dokonywanym mordzie drogą radiową oficerowi dyżurnemu Kwatery Głównej z prośbą o interwencję. Odpowiedź kapitana UNAMIR, Godsona Zowonogo, była jednak negatywna. Stwierdził, iż posiada informacje o wielu podobnych wydarzeniach w całej stolicy Rwandy – Kigali – i nie ma możliwości interwencji żołnierzy z pododdziałów operacyjnych UNAMIR we wszystkich miejscach. Mjr Mączka usiłował również nawiązać połączenie z rwandyjskimi oficerami łącznikowymi kontrolowanego przez Tutsi Rwandyjskiego Frontu Patriotycznego przy kwaterze głównej UNAMIR.

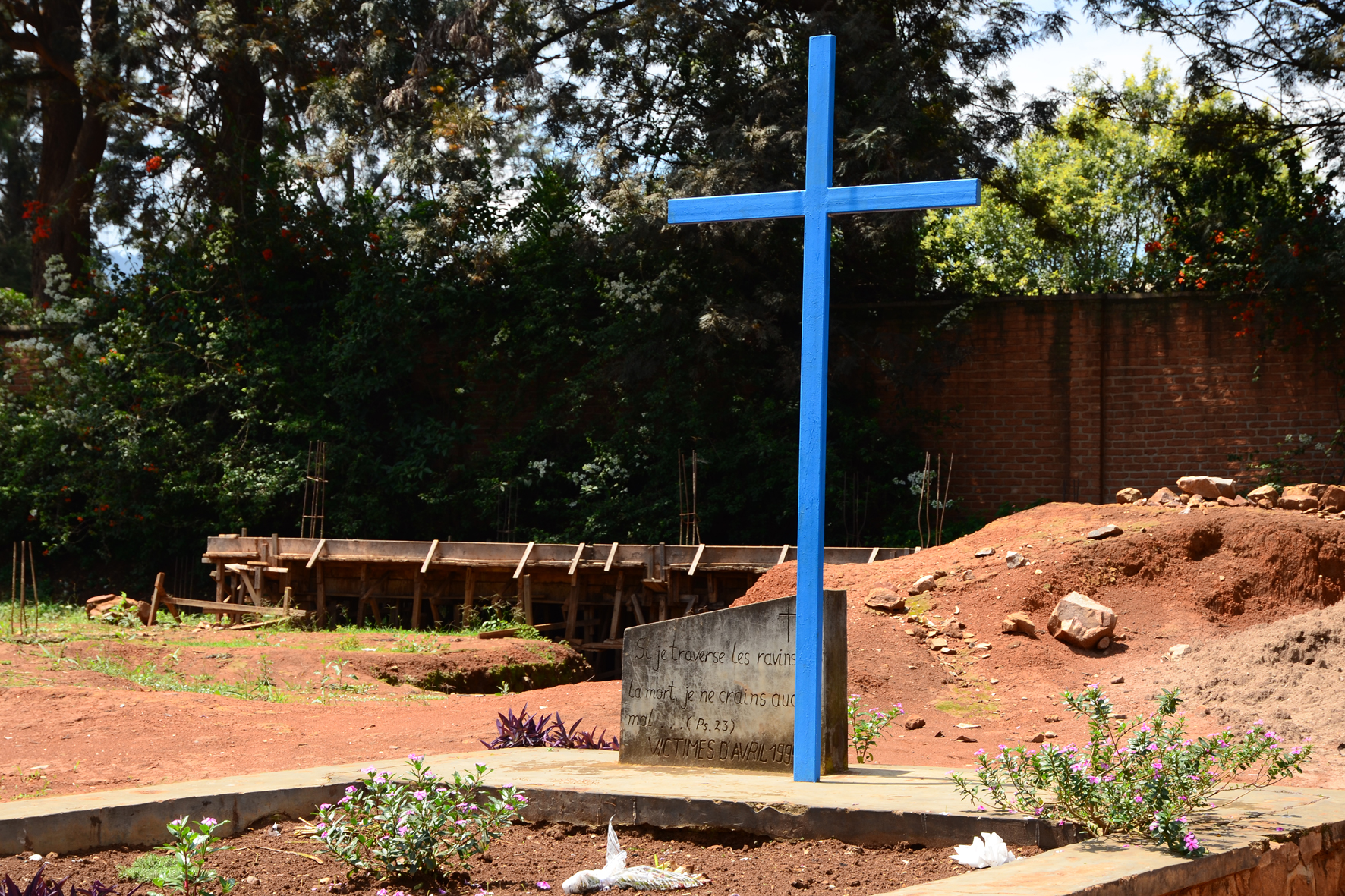
Zbiorowa mogiła ofiar masakry na misji pallotyńskiej w Kigali-Gikondo (zdjęcie z 2011)

Masakra trwała około dwie godziny. Po dokładnym przeszukaniu całej okolicy misji pallotyńskiej bojówkarze opuścili jej teren. Polscy oficerowie, wraz z księżmi i siostrami pallotynkami, rozpoczęli natychmiastową akcję opatrywania ciężko rannych. Zmarłych transportowano do dwóch zbiorowych grobów, kopanych przez zaufanych pracowników zatrudnionych przez pallotynów. Konieczny był pośpiech z uwagi na upał i związany z tym szybki proces rozkładania się zwłok. Na prośbę mjr Mączki, księża pallotyni zebrali część nadpalonych kart identyfikacyjnych poległych, aby w przyszłości mogły posłużyć do identyfikacji pogrzebanych. Mjr Mączka wykonał też zdjęcia dokumentujące skalę tragedii – jedyne zdjęcia ofiar wykonane w parafii Gikondo.
Po południu 9 kwietnia na miejsce przybyły dwa ambulanse Czerwonego Krzyża (ICRC), a w nich francuski zespół medyczny i główny delegat ICRC w Rwandzie, Szwajcar Philippe Gaillard. Pod naciskiem polskich oficerów zabrano dwóch ciężko rannych Rwandyjczyków. Uważa się, że były to jedyne dwie osoby z plemienia Tutsi, które przeżyły masakrę.
Po południu na miejsce przybył też transporter opancerzony UNAMIR, a w nim kanadyjski oficer sił pokojowych, mjr Brent Beardsley oraz dwaj polscy wojskowi, mjr Stefan Steć i Marek Pazik, którzy sfilmowali skutki masakry.
W następnych dniach doszło do kolejnej tragedii w kaplicy pallotynów, w bezpośrednim sąsiedztwie kwater. W kaplicy tej znalazło schronienie około jedenastu Rwandyjczyków z plemienia Tutsi, w tym dzieci, którym udało się przeżyć pierwszy atak. Pożywienie dostarczał im odpowiedzialny za sprawy logistyczne polski pallotyn, brat Zdzisław Olejko. Bojówkarze Interahamwe odkryli jednak, że w kaplicy znajdują się uciekinierzy i podpalili ją, wcześniej wlewając do wnętrza benzynę. Nikt nie przeżył.
Sprawą masakry w Gikondo zajmuje się obecnie Międzynarodowy Trybunał Karny dla Rwandy.